# Robert Poisson
Pour les articles homonymes, voir Poisson (homonymie).
Robert Poisson était un grammairien français, né à Alleaume dans le Cotentin en 1560 et décédé à une date inconnue. Vers 1595 il devient procureur des eaux et forêts du Cotentin. Il était écuyer de Valognes et Sieur d’Auville.
Il est connu pour être l’auteur d’un Dictionnaire d’orthographe publié en 1609 : Alfabet nouveau de la vrée & pure ortografe Fransoize, & modéle ſus iselui en forme de Dixionére, dedié au Roi de Franse, & de Navarre Henri IIII, par Robert Poiſſon équier de Valonnes en Normandie (1609).

## Source
- Grand dictionnaire universel du XIXe siècle de Pierre Larousse (1868-1877)
- Tancrède Martel, Julien et Marguerite de Ravalet (1582-1603), Paris, Librairie Alphonse Lemerre, 1920 (lire en ligne)